# Regra de São Bento

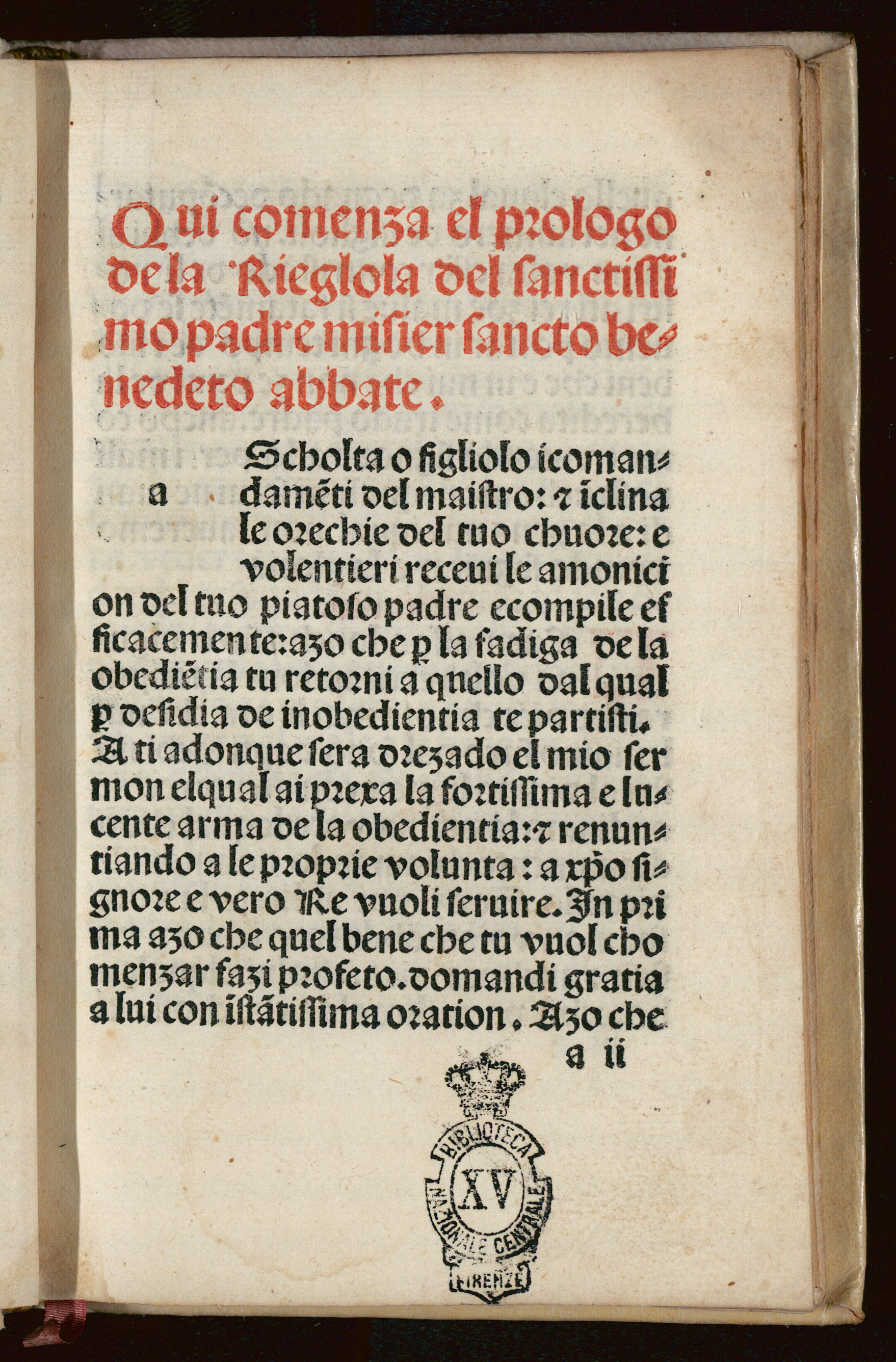
Regula, 1495

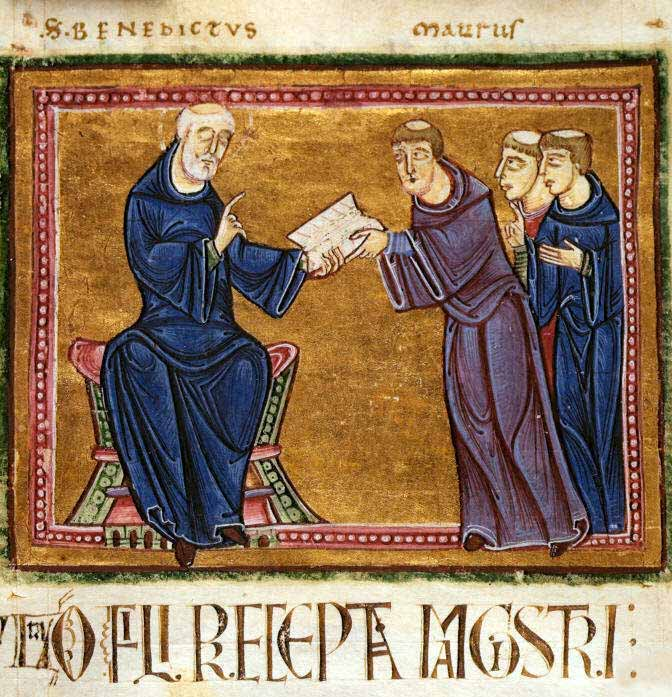
Um livro de presente: entronado, São Bento (à esquerda) presenteia sua Regra a São Mauro (seu primeiro discípulo), admoestando-o a segui-la, enquanto outros dois monges observam a cena e comentam. Iluminura, Regula Sancti Benedicti (séc. XII), Saint Gilles, Nîmes, França, BL Add MS 16979, folio 21v. Mosteiro de St. Gilles, Nimes, França, 1129

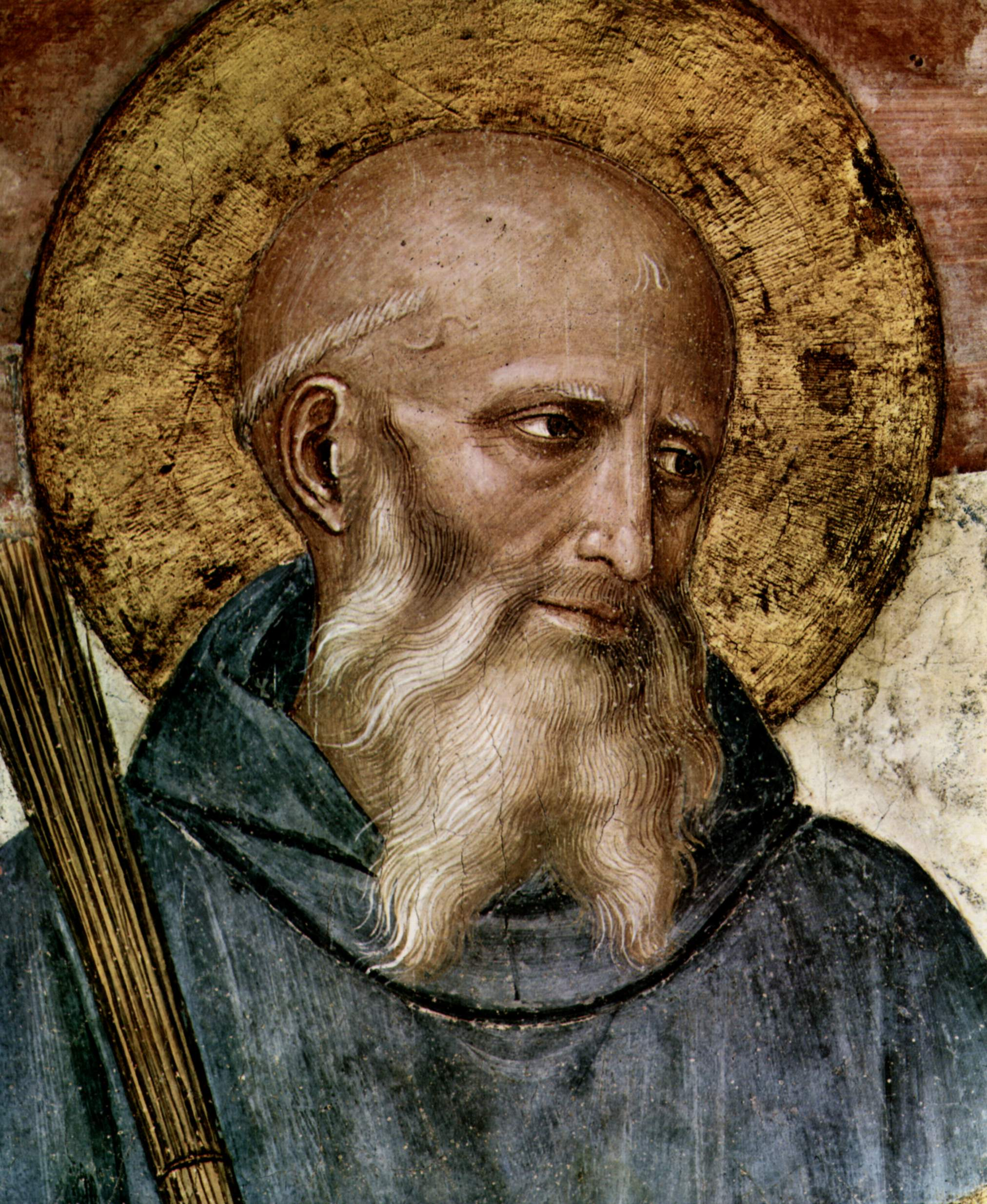
São Bento de Núrsia, detalhe de um afresco de Fra Angelico, San Marco, Florença (c. 1400-1455).

A Regra de São Bento (em latim, Regula Benedicti ou RB), escrita por Bento de Núrsia no século VI, é um conjunto de preceitos destinados a regular a vivência de uma comunidade monástica cristã, regida por um abade. Escrita numa altura em que pululavam, por toda a Cristandade, inúmeras regras, começou a ter sucesso sobretudo a partir do século VIII, quando os Carolíngios ordenaram que fosse a única regra monástica autorizada nos seus territórios - e a partir daí, esse preceito estendeu-se ao resto da Europa, sobretudo com o advento da reforma gregoriana. Foi também adoptada, com igual sucesso, pelas comunidades regrantes femininas. Pode-se dizer que a regra tem sido um guia, ao longo da sua existência, para todas as comunidades cristãs da Cristandade Católica e, desde a Reforma Protestante, também aplicável às tradições Anglicana e Protestante.
O espírito da Regra de São Bento resume-se em dois pontos: o lema da Ordem de São Bento (pax - «paz»), que nasceria séculos mais tarde, como resultado da agremiação de vários mosteiros que partilhavam a mesma regra; e ainda o tradicional ora et labora («reza e trabalha»), súmula da vida que cada monge deve levar.
A Regra de São Bento já era seguida nos séculos X e XI por todos os monges do Ocidente. A regra era adaptada e possuía certa diversidade dada às condições locais de cada abadia, mas se fixava nos grandes princípios e formas da vida religiosa.